# Ібраїм II
Ібраїм (Ібрагім) II (*д/н —1440) — 8-й маї Борну в 1424 і 1432—1440 роках.

## Життєпис
Походив з династії Сейфуа, з гілки Ідрісі. Син маї Османа II. У 1424 році за підтримки кеґамми (головнокомандувача) Абдаллаха Діґелми повалив свого стриєчного брата — маї Абдаллаха III. Проте протягом року вступив у конфлікт з кегаммою й втратив владу.
1432 року після смерті Абдаллаха Діґелми знову виступив проти Абдаллаха III, якого переміг, поновившись на троні. Невдовзі фактично перестав з'являтися на людях, весь час проводив у своїх палацах. Значну владу набули військові. 1440 року повалений власним братом Кадаєм.